# Patinatge de velocitat en pista curta als Jocs Olímpics d'hivern de 2002
Als Jocs Olímpics d'Hivern de 2002 celebrats a la ciutat de Salt Lake City (Estats Units) es disputaren vuit proves de Patinatge de velocitat en pista curta, quatre en categoria masculina i quatre més en categoria femenina. En aquesta edició s'incorporan les proves dels 1.500 metres en ambdues categories.
Les proves es realitzaren entre els dies 13 i 23 de febrer de 2002 a les instal·lacions del Salt Lake Ice Center. Hi participaren un total de 111 patinadors, entre ells 60 homes i 51 dones, de 26 comitès nacionals diferents.

## Resum de medalles

### Categoria masculina
| Prova                         | Or                                                                                                | Argent                                                                                           | Bronze                                                            |
| 500 metres Detalls            | Marc Gagnon                                                                                       | Jonathan Guilmette                                                                               | Rusty Smith                                                       |
| 1.000 metres Detalls          | Steven Bradbury                                                                                   | Apolo Anton Ohno                                                                                 | Mathieu Turcotte                                                  |
| 1.500 metres Detalls          | Apolo Anton Ohno                                                                                  | Li Jiajun                                                                                        | Marc Gagnon                                                       |
| 5.0000 metres relleus Detalls | CanadàÉric Bédard · Marc Gagnon · Jonathan Guilmette · François-Louis Tremblay · Mathieu Turcotte | ItàliaMichele Antonioli · Maurizio Carnino · Fabio Carta · Nicola Franceschina · Nicola Rodigari | R.P. de la XinaLi Jiajun · An Yulong · Li Ye · Feng Kai · Guo Wei |

### Categoria femenina
| Prova                         | Or                                                                        | Argent                                                                  | Bronze                                                                                        |
| 500 metres Detalls            | Yang Yang (A)                                                             | Evguènia Radànova                                                       | Wang Chunlu                                                                                   |
| 1.000 metres Detalls          | Yang Yang (A)                                                             | Ko Gi-Hyun                                                              | Yang Yang (S)                                                                                 |
| 1.500 metres Detalls          | Ko Gi-Hyun                                                                | Choi Eun-Kyung                                                          | Evguènia Radànova                                                                             |
| 3.0000 metres relleus Detalls | Corea del SudChoi Min-Kyung · Joo Min-Jin · Park Hye-Won · Choi Eun-Kyung | R.P. de la XinaYang Yang (A) · Yang Yang (S) · Wang Chunlu · Sun Dandan | CanadàIsabelle Charest · Marie-Eve Drolet · Amélie Goulet-Nadon · Alanna Kraus · Tania Vicent |

## Medaller
| Posició | País            | Or | Argent | Bronze | Total |
| 1       | R.P. de la Xina | 2  | 2      | 3      | 7     |
| 2       | Corea del Sud   | 2  | 2      | 0      | 4     |
| 3       | Canadà          | 2  | 1      | 3      | 6     |
| 4       | Estats Units    | 1  | 1      | 1      | 3     |
| 5       | Austràlia       | 1  | 0      | 0      | 1     |
| 6       | Bulgària        | 0  | 1      | 1      | 2     |
| 7       | Itàlia          | 0  | 1      | 0      | 1     |
|         |                 |    |        |        |       |
| Total   | Total           | 8  | 8      | 8      | 24    |